# Бакаєво (Сєверний район)
Бака́єво (рос. Бакаево) — село у складі Сєверного району Оренбурзької області, Росія.

## Населення
Населення — 594 особи (2010; 647 у 2002).
Національний склад (станом на 2002 рік):
- татари — 99 %